# 10749 Музойс
10749 Музойс (10749 Musäus) — астероїд головного поясу, відкритий 6 квітня 1989 року.
Тіссеранів параметр щодо Юпітера — 3,509.